# Pontpierre (Luxemburg)
Pontpierre  (en luxemburgués:  Steebrécken; alemany: Steinbrücken) és una vila de la comuna de Mondercange del districte de Luxemburg al cantó d'Esch-sur-Alzette. Està a uns 11,1 km de distància de la Ciutat de Luxemburg.